# Sermitsiaq (diari)
Sermitsiaq és un periòdic setmanal de Groenlàndia. El nom deriva de la muntanya Sermitsiaq, a Nuuk.

## Història
El diari es va publicar per primera vegada el 21 de maig de 1958 com a revista local de Nuuk. Està escrita en groenlandès.
La revista tenia com a objectiu ser una alternativa a la revista en danès Mikken, que va tancar el 22 de novembre d'aquell mateix any, una setmana més tard que Sermitsiaq comencés a publicar-se com un diari bilingüe.
Sermitsiaq fou una revista local de la capital groenlandesa fins a 1980, quan el diari va començar a publicar-se per a tota Groenlàndia. El diari es va convertir en una revista més política, ja que l'autonomia va entrar en vigor l'any anterior.
El diari es publica cada divendres.